# Vilija Sereikaitė
Vilija Sereikaitė (Panevėžys, 12 de febrer de 1987) és una ciclista lituana que s'ha especialitzat en el ciclisme en pista. Ha guanyat tres medalles als Campionats del món de Persecució. També ha competit en carretera.

## Palmarès en pista
- 2008
  -  Campiona d'Europa sub-23 en Persecució
- 2009
  -  Campiona d'Europa sub-23 en Persecució
- 2011
  - Medalla d'or a la Universiada en Persecució
- 2012
  -  Campiona d'Europa en Persecució per equips (amb Vaida Pikauskaite i Aušrinė Trebaitė)

### Resultats a laCopa del Món en pista
- 2007-2008
  - 1a a la Classificació general, en Persecució
- 2008-2009
  - 1a a Cali, en Persecució

## Palmarès en ruta
- 2011
  - 1a a la Puchar Prezesa LZS i vencedora d'una etapa
- 2012
  -  Campiona de Lituània en contrarellotge